# Nessie
Nessie ali pošast iz jezera Loch Ness je nedokazano mistično vodno bitje, za katero nekateri trdijo, da živi v tem podvodnem volumnu največjem britanskem (škotskem) jezeru. znanstveno ime pošasti je izbral Sir Peter Scott in jo v članku v reviji Nature opisal kot Nessiteras rhombopteryx (v grščini: »čudo Nessa s plavutjo v obliki diamanta«). Škotski politik Nicholas Fairbairn mu je z raziskavo kmalu sledil in dognal, da bi anagram teh črk lahko pomenil tudi »Pošastna potegavščina Sira Petra S«. Skupaj z Veliko nogo (bigfootom) in jetijem pošast iz Loch Nessa predstavlja eno najbolj znanih ugank na področju kriptozoologije.
Bitje iz te zgodbe je podobno drugim domnevnim morskim pošastim, ki jih je več tudi drugod po svetu: Ogopogo iz jezera Okanagan v Kanadi, sanfranciška kača v zalivu San Francisca pri mostu Golden Gate, ob kalifornijski obali... Strokovno stališče je, da pošast iz Loch Nessa ne more obstajati, saj bi le populacija lahko preživela v tem jezeru daljše časovno obdobje, a s tako malo ribami je to nemogoče. Tudi pleziozaver ne more biti. Če bi bil pleziozaver, bi pošast videvali vsak dan, saj so morali pleziozavri večkrat dnevno na površje vode po zrak.